# Elecciones legislativas de Colombia de 1933
En 1933 se efectuaron en Colombia elecciones para definir los miembros de la Cámara de Representantes. A nivel nacional los comicios fueron ganados por el Partido Liberal, lo cual les permitió asegurarse la mayoría en el Congreso por primera vez desde la promulgación de la Constitución de 1886. Reclamando un fraude electoral, los conservadores se abstuvieron de participar en la siguiente elección del Legislativo, aunque continuaron participando en las siguientes elecciones de concejos municipales.

## Resultados
| Partido             | Votos   | %    | Escaños | +/– |
| ------------------- | ------- | ---- | ------- | --- |
| Partido Liberal     | 604,372 | 62.4 | 74      | +15 |
| Partido Conservador | 361,571 | 37.4 | 44      | –15 |
| Otros               | 1,923   | 0.0  | 0       |     |
| Total               | 967,866 | 100  | 118     | –   |

## Fuente
- Dieter Nohlen (Editor), Elections in the Americas. Vol 2: South America. Oxford University Press, 2005